# Arméns luftvärnsutmärkelse
Arméns luftvärnsutmärkelse (tyska Heeres-Flak-Abzeichen) var en tysk utmärkelse som instiftades på order av generalfältmarskalk Walther von Brauchitsch år 1941 och utdelades till soldater i luftvärnsenheter. Utmärkelsen visade den tyska örnen, en krans av eklöv och en Flugabwehr-Kanone.

### Webbkällor
- ”Anti-Aircraft (Flak) of the Heer” (på engelska). Wehrmacht-Awards.com. https://www.wehrmacht-awards.com/war_badges/heer/flak.htm. Läst 10 april 2021.